# Boarmia sachalinensis
Boarmia sachalinensis là một loài bướm đêm trong họ Geometridae.